# Sacrifice (Silverstein)
Sacrifice è un singolo della band canadese Silverstein, pubblicato il 3 dicembre 2010 come primo singolo dall'album del 2011 Rescue. La canzone è stata anche inclusa nell'EP Transitions, uscito il 7 dicembre 2010. Inizialmente doveva essere la opening track dell'album, anche se poi gli è stata preferita Medication. Il cantante Shane Told ha dichiarato di avere trovato il riff iniziale mentre si divertiva a suonare la chitarra aspettando che la sua ragazza si preparasse per uscire, e di aver quindi trovato il giusto prosieguo in meno di cinque minuti.

## Testo
Nel testo può essere letta una critica verso l'industria della musica (compresa la precedente etichetta della band, Victory Records), che viene accusata di sfruttare cinicamente le persone con l'unico scopo di trarre profitto.
Nella prima strofa si possono leggere delle velate allusioni al precedente album della band, A Shipwreck in the Sand, quando vengono menzionati l'atto dell'appiccare il fuoco (in particolare la canzone I Am the Arsonist) e la nave (la title track A Shipwreck in the Sand). Il tema dell'industria musicale viene rimarcato ulteriormente nella seconda strofa, quando Told canta "You'll take your share at anyone's cost" - "La tua parte te la prendi a costo di chiunque". Nel breakdown tra il secondo e terzo ritornello Told dice di non riuscire nemmeno ad esprimere le sue sensazioni al riguardo, da tanto negative che sono; tuttavia, conclude dicendo che saprà rialzarsi e ricominciare da capo, il che può indicare la "rinascita" metaforica della band dopo aver lasciato la Victory Records.

## Video
Il video di Sacrifice è stato messo a disposizione su YouTube il 1º marzo 2011 e girato dal chitarrista Josh Bradford. Il video, che si apre con un'inquadratura su dei tralicci al tramonto prima che parta la musica, è un collage di spezzoni vari girati durante concerti della band, sia sul palco che nel backstage, sessioni di prova in sala studio ed anche all'esterno delle venues dei concerti, con immagini dei fan. Vi è tratti una corrispondenza tra il testo e le immagini, quando Shane, steso a letto, canta "fight the demons deep within your mind" e viene inquadrato mentre si tocca la testa e "I cannot breathe" ed è ripreso con un fazzoletto sul naso. Inoltre, quando canta "I'll get back up", l'inquadratura, tramite una porta che si chiude appositamente per un istante, lo inquadra un momento prima steso nel letto e un istante dopo in piedi davanti all porta.

## Critica
La canzone ha ricevuto critiche generalmente positive. Da più parti è stato sottolineato che la canzone rientra nello stile dei Silverstein, heavy ma anche melodico. Viene elogiata l'ormai consueta alternanza tra le parti cantate in modo pulito ed in scream, anche se alcuni criticano l'eccessiva melodiosità del ritornello ed il sito italiano Rockline la definisce "raggelante".

## Formazione
- Shane Told - voce
- Josh Bradford - chitarra ritmica
- Neil Boshart - chitarra
- Paul Koehler - batteria
- Billy Hamilton - basso